# Norra Hundträsket
Norra Hundträsket är en sjö i Arvidsjaurs kommun i Lappland och ingår i Piteälvens huvudavrinningsområde. Sjön har en area på 0,164 kvadratkilometer och ligger 347 meter över havet. Norra Hundträsket ligger i Piteälven Natura 2000-område. Sjön avvattnas av vattendraget Hundträskbäcken.

## Delavrinningsområde
Norra Hundträsket ingår i det delavrinningsområde (731095-166540) som SMHI kallar för Mynnar i Moskoselet. Medelhöjden är 357 meter över havet och ytan är 19,24 kvadratkilometer. Räknas de 2 avrinningsområdena uppströms in blir den ackumulerade arean 54,52 kvadratkilometer. Hundträskbäcken som avvattnar avrinningsområdet har biflödesordning 3, vilket innebär att vattnet flödar genom totalt 3 vattendrag innan det når havet efter 151 kilometer. Avrinningsområdet består mestadels av skog (72 procent) och sankmarker (16 procent). Avrinningsområdet har 0,66 kvadratkilometer vattenytor vilket ger det en sjöprocent på 3,4 procent.